# Conseil des chefs
Le Conseil des chefs est une institution de l’État fédéré de Sonsorol aux Palaos. Le Conseil est placé en premier dans l'ordre d'inscription de la Constitution, devant la fonction de Gouverneur de Sonsorol.

## Composition
Le Conseil des chefs est composé des « Chefs principaux » ou « Premiers chefs » des îles de Sonsorol, nommés selon les traditions respectives de chacune des îles. Ils siègent en égaux au sein du Conseil.

### Membres actuels
| Nom                             | Municipalités |
| ------------------------------- | ------------- |
| Nurap Nicholas Aquino           | Dongosaro     |
| Tamoru Mariano W. Carlos        | Fanna         |
| Latu Tamoru Damian Albis        | Puro          |
| Laturi Melieli Prisco T. Ierago | Melieli       |

## Fonctions
Les fonctions du Conseil des chefs sont :
- l'expression d'opinions sur l'ensemble des questions d'importance pour l’État de Sonsorol qui sont transmises au gouverneur de Sonsorol, à la Législature et au public,
- de demander au gouverneur d'apposer son véto aux lois affectant le droit coutumier, les pratiques traditionnelles, la propriété des terres, etc.,
- de participer aux négociations avec les autres États et les compagnies étrangères,
- de choisir un chef parmi ses membres pour siéger au Conseil national des Chefs pendant 4 ans maximum (aucun chef ne peut faire deux mandats consécutifs au Conseil national ni faire un deuxième mandat dès lors que les autres ne l'ont pas été à leur tour ou ont eu l'occasion de décliner, selon un principe de rotation entre les chefs),
- de nommer un président du Conseil pour présider ses réunions, et de déterminer les responsabilités qui lui sont confiées,
- et des autres fonctions que la Législature ou que le droit coutumier pourrait octroyer à l'institution.

## Sources